# Александр Ліппіш

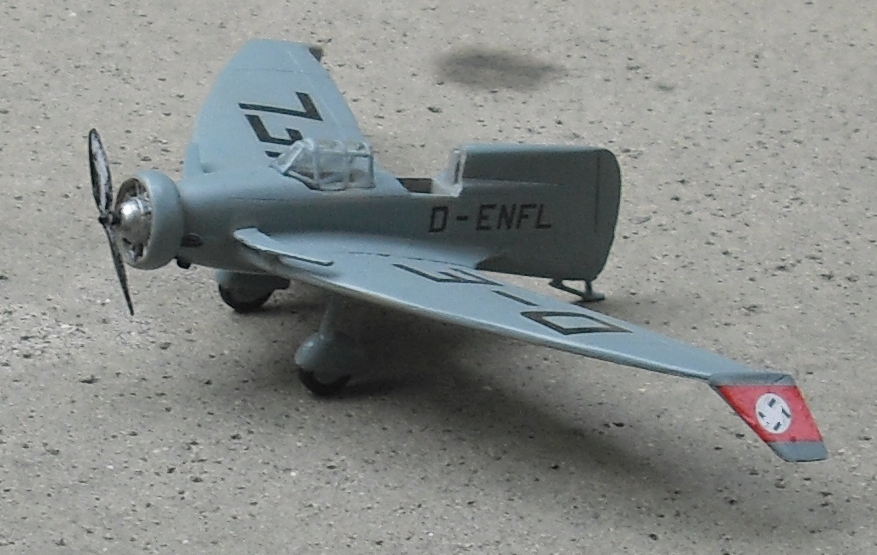
Модель DFS 39

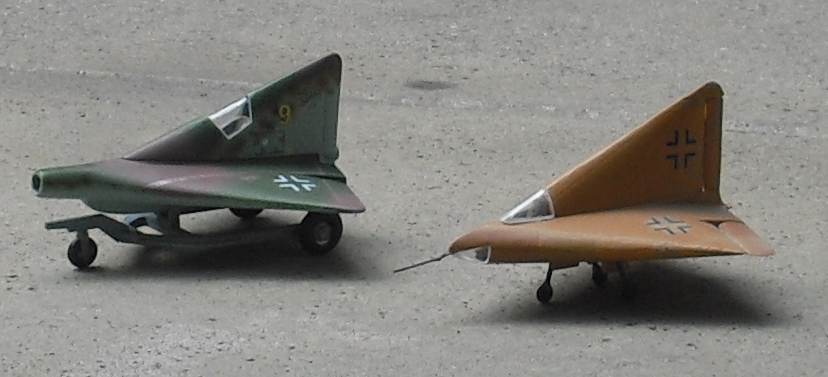
Модель DFS 39

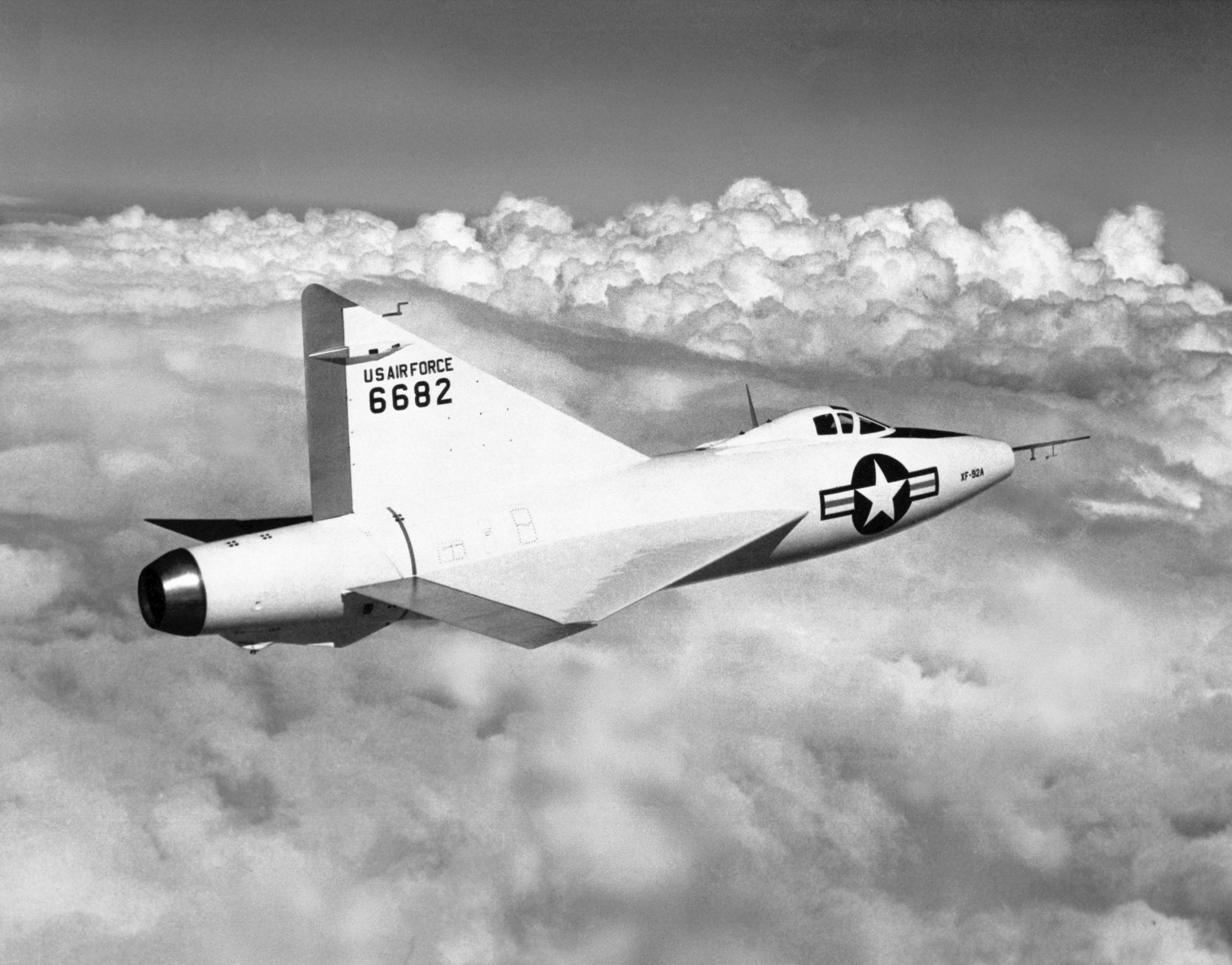
Convair XF-92A

Александр Мартін Ліппіш (нім. Alexander Martin Lippisch; 2 листопада 1894, Мюнхен — 11 лютого 1976, Седар-Рапідс, Айова, США) — доктор технічних наук, німецький та американський авіаконструктор, відомий завдяки своїм розробкам літаків схеми «літаюче крило», апаратів з трикутним крилом і екранопланів.
Зародження його інтересу до авіації було викликане демонстрацією літака Орвілла Райта на Темпельгофському полі у вересні 1909 року.
В 1915—1918 роки, під час служби в німецькій армії в ході Першої світової війни, літав на літаках як аерофотограф і картограф. Після війни співпрацював з компанією Luftschiffbau Zeppelin, яка була провідним розробником жорстких дирижаблів. В цей час зацікавився «безхвостими» літаками. В 1921 році перший розроблений ним апарат такого типу — планер Lippisch-Espenlaub E-2 — був запущений у виробництво.
Був призначений директором дослідницької групи Rhön-Rossitten Gesellschaft (RRG), що займалася розробкою планерів, де в 1927—1933 рр. були створені літаючі крила Storch I — Storch IX. В 1928 був створений літак Lippisch Ente, який став першим у світі пілотованим ракетним апаратом.
В 1931—1939 рр. досвід роботи з Storch був використаний при конструюванні літаків з трикутним крилом Delta I — Delta V (в подальшому Delta IV і Delta V були перейменовані в DFS 39 і DFS 40 відповідно), проекту літака Messerschmitt Me 329.
Планер DM-1 і сам його конструктор згодом був захоплений армією США. Ліппіш був доставлений в Штати в рамках операції з пошуку та перевезення в США німецьких військових фахівців і вчених. Ідеї Ліппіша були використані компанією Convair, в тому числі — в моделі Convair F-92.

## Нагороди
- Почесний хрест ветерана війни
- Хрест Воєнних заслуг 2-го і 1-го класу
- Знак члена-кореспондента Німецької академії авіаційних досліджень
- Лицарський хрест Хреста Воєнних заслуг (12 жовтня 1944)[5]
- Член Королівського товариства аеронавтики (Лондон)